# 基地締造者

《基地締造者》台灣中文版封面（奇幻基地）

《基地締造者》（英語：Forward the Foundation，又譯邁向基地），是美國作家以撒·艾西莫夫出版於1993年的科幻小說短篇集，「基地系列」的第七部作品，歸於「基地前傳」，艾西莫夫繼續以「心理史學宗師」兼「基地之父」哈里·謝頓為主角的長篇小說。
這部小說的結構風格類似其原祖小說《基地》，以4篇短篇小說，橫跨描述謝頓的一生（兩本小說也都是先在雜誌發表，才收集成冊）。艾西莫夫寫到最後一篇時，就撒手人寰，後來出版商根據他的殘稿，於他逝世次年正式出版這本告別作。

## 伊圖·丹莫刺爾
銀河紀元12028年。

故事發生在謝頓四十歲的時候。謝頓成為了斯璀璘大學的數學系主任。雨果·阿馬瑞爾則是謝頓的最佳研究助手。當時，一名政客拉斯金·久瑞南（Laskin Joranum，別號：九九、Jo-Jo）建立了一個新的政黨，務求推翻丹莫刺爾，以達到人人平等的訴求。拉斯金·久瑞南同樣以為謝頓能預知未來，希望能好好利用他來達到自己向的目的。儘管謝頓已經研究了心理史學十年有多，仍未能得到任何實質的結果。謝頓從與久瑞南的會見中發現久瑞南說謊。他自稱是外星人士（非銀河首都川陀原居民），但卻擁有完美（即標準）的川陀口音。謝頓更發現久瑞南的頭髮是以人工培植的。因此，他推斷久瑞南其實是來自川陀麥曲生區（詳情請參考前傳第一冊）。為了幫助丹莫次爾，謝頓派其兒子芮奇到出身地達爾區搜集資料，但芮奇被久瑞南的衛隊捉去。久瑞南被告之丹莫次爾的機器人身分。出自麥曲生的久瑞南完全相信芮奇的話，大事宣傳。民眾視之為無聊的謊話流言，使久瑞南的黨派四分五裂，政變計劃失敗。丹莫次爾認為機械人三大定律令他每個決定都寸步難行，決定辭去首相的職務，並提議由謝頓接任。克里昂一世接受了丹莫次爾的提議，任命謝頓為銀河帝國的首相。

## 克昂一世
銀河紀元12038年。
本篇發生在謝頓五十歲的時候，謝頓在位首相已經十年。心理史學的研究開始得到一初步的結果──銀河帝國正有天大的麻煩。帝國要不是在核心有大問題（如川陀內戰），就是銀河邊沿可能四分五裂。真實的答案是川陀內部發生了問題，十年前的九九黨並未完全消滅。坎伯爾·丁恩·納馬提（Gambol Deen Namarti）是拉斯金·久瑞南當年的助手，在久瑞南倒臺後，他努力建立地下組織來復興九九黨。現在，他得到衛荷貴族葛列布·安多（Gleb Andorin）的支持，密謀發動政變，謀殺謝頓和克里昂一世。他們計劃先破壞川陀各項重要的基礎設施，使人民不滿累積，乘機發動人民革命。安多閏將會成為無權的皇帝，而納馬提則會成為實權在握的首相。謝頓並不知道這此陰謀，他只希望將危機從川陀內部轉至銀河外圍，以賺取時間來發展心理史學。謝頓察覺到川陀各地發生越來越多不同程度的公供設施故障問題，惟有衛荷能倖免於難。同時，謝頓收到一個前九九派在衛荷區突然被殺的報告。謝頓認為內有乾坤，決定派芮奇到衛荷調查...

## 鐸絲·凡納比里
銀河紀元12048年
故事一開始補充克里昂一世在十年前“意外”被殺後，整個川陀所發生的事。川陀軍隊接管了帝國，謝頓被迫離開他的首相職位，專心他的研究...

## 婉達·謝頓
銀河紀元12058年。

## 尾聲
概據故事的時序，本篇應該發生在《基地三部曲》的第一篇《心理史學家》和第二篇 《百科全書學者》之間。全文以謝頓第一身的說法來回顧其一輩子所經歷過的事。全書以謝頓過身作為總結。

## 外部連結
- 艾西莫夫官方網頁 （页面存档备份，存于）